# Eraclide (condottiero)
Eraclide (in greco antico: Ἢρακλείδης?, Eraklèides; Siracusa, III secolo a.C. – ...) fu un condottiero siracusano, tra i capi del partito oligarchico che governò la città prima dell'avvento del tiranno Agatocle.

## Biografia
Nella Bibliotheca historica di Diodoro Siculo si ricorda che arrivò al potere con ogni sorta di sopruso, tra cui tradimenti e assassini. Fu uno stretto collaboratore di Sosistrato e con lui condusse una campagna al fianco dei crotonesi contro i bruzi e l'assedio a Rhegium.
Dopodiché si perdono le tracce di questo personaggio; non si sa nemmeno se collaborò con Sosistrato nel breve periodo in cui fu tiranno della città aretusea.